# ادولفو بولیا
ادولفو بولیا (انگلیسی: Adolfo Bolea; ۲۴ مارس ۱۹۳۳ – ۱۴ نوامبر ۲۰۲۰) بازیکن فوتبال اهل اسپانیا بود.
از باشگاه‌هایی که در آن بازی کرده‌است می‌توان به باشگاه فوتبال سابادل، باشگاه فوتبال اسپانیول، باشگاه ورزشی تنریف، و باشگاه فوتبال کادیس اشاره کرد.